# Au vol ! crie le voleur
Pour plus de détails, voir Fiche technique et Distribution.
Au Vol ! crie le voleur (Φωνάζει ο κλέφτης (Fonazi o kleftis)) est un film grec réalisé par Yánnis Dalianídis et Andreas Andreakis et sorti en 1965.

## Synopsis
Timos, un honnête et pauvre petit employé (Dinos Iliopoulos) trouve un portefeuille. Celui-ci appartient à un ancien général (Dionysis Papagiannopoulos) devenu patron d'une grande entreprise. Timos s'apprête à rendre le portefeuille à son propriétaire. Cependant, le général y a mis une lettre, avant de la lire. Les membres de la famille du général essaient de la récupérer avant qu'il puisse la lire. Ils essaient de convaincre Timos de la leur remettre. Après avoir d'abord accepté, Timos finit par refuser et par menacer de révéler la vérité. Le film finit bien et Timos trouve un bon travail dans l'entreprise du général.

## Fiche technique
- Titre : Au Vol ! crie le voleur
- Titre original : Φωνάζει ο κλέφτης (Fonazi o kleftis)
- Réalisation : Yánnis Dalianídis et Andreas Andreakis
- Scénario : Andreas Andreakis d'après la pièce de Dimitris Psathas (en)
- Direction artistique : Markos Zervas
- Décors :
- Costumes :
- Photographie : Pavlos Filippou
- Son : Mimis Kasimatis
- Montage : Petros Lykas
- Musique :
- Production :  Finos Film
- Pays d'origine :  Grèce
- Langue : grec
- Format :  Noir et blanc
- Genre : Comédie
- Durée : 82 minutes
- Dates de sortie : 31 mars 1965

## Distribution
- Dinos Iliopoulos (el)
- Réna Vlachopoúlou
- Dionysis Papagiannopoulos (en)
- Andreas Douzos (el)